# Metopomyza ornata
Metopomyza ornata är en tvåvingeart som först beskrevs av Johann Wilhelm Meigen 1830.  Metopomyza ornata ingår i släktet Metopomyza och familjen minerarflugor. Arten är reproducerande i Sverige. Inga underarter finns listade i Catalogue of Life.